# Lista de episódios de Shadowhunters
Shadowhunters é uma série de televisão americana de fantasia baseada no best seller Os Instrumentos Mortais por Cassandra Clare, e desenvolvido para a televisão por Ed Decter. A série é uma segunda adaptação da série literária, após o filme de 2013, Os Instrumentos Mortais: Cidade dos Ossos, que como Shadowhunters foi produzida por Constantin Film.
A série recebeu ordem de produção em 30 de março de 2015 e estreou em 12 de janeiro de 2016 no canal Freefrom. Em março de 2016, foi anunciado que a série tinha sido renovada para uma segunda temporada de vinte episódios, que estreou em 2 de janeiro de 2017. Em abril de 2017, foi anunciado que a série tinha sido renovada para uma terceira temporada  também de vinte episódios, mais tarde a Netflix encomendou dois episódios adicionais, totalizando vinte e dois episódios para esta temporada, que estreou em 20 de março de 2018.

## Resumo
| Temporada | Temporada | Episódios | Exibição original     | Exibição original    |
| Temporada | Temporada | Episódios | Estreia da temporada  | Final da temporada   |
| --------- | --------- | --------- | --------------------- | -------------------- |
|           | 1         | 13        | 12 de janeiro de 2016 | 5 de abril de 2016   |
|           | 2         | 20        | 2 de janeiro de 2017  | 14 de agosto de 2017 |
|           | 3         | 22        | 20 de março de 2018   | 6 de maio de 2019    |

## Episódios

### Temporada 1 (2016)
| No. | Título                                                               | Diretor(s)          | Escritor(s)                | Exibição original                               | Código Prod. | Audência (em milhões) |
| --- | -------------------------------------------------------------------- | ------------------- | -------------------------- | ----------------------------------------------- | ------------ | --------------------- |
| 1 | " The Mortal Cup" " O Cálice Mortal"                                 | McG                 | Ed Decter                  | 12 de Janeiro de 2016 13 de Janeiro de 2016     | 267074-1     | 1.82                  |
| Clary Fray descobre em seu aniversário de 18 anos que ela não é normal como pensava, e que vem de uma longa linhagem de Caçadores de Sombras, híbridos de anjo com humanos que caçam demônios. Agora imersa no mundo de caça aos demônios depois que sua mãe é sequestrada, Clary deve confiar no misterioso Jace e seus colegas Caçadores de Sombras, Isabelle e Alec, para navegar por esse novo mundo sombrio. Junto de seu melhor amigo Simon, Clary deve agora viver entre fadas, feiticeiros, vampiros e lobisomens para encontrar respostas que podem ajudar a encontrar sua mãe. Nada é o que parece, inclusive o amigo próximo da família chamado Luke que sabe mais do que vem dizendo, e também o enigmático feiticeiro Magnus Bane que pode ter a chave para destrancar o passado de Clary. |                                                                      |                     |                            |                                                 |              |                       |
| 2 | " The Descent Into Hell Isn't Easy" " Descer ao inferno não é Fácil" | Mick Garris         | Ed Decter & Hollie Overton | 19 de Janeiro de 2016 20 de Janeiro de 2016     | 267074-2     | 1.01                  |
| Sabendo que Valentim está vivo e na caça do Cálice Mortal, o Instituto está em alerta máximo. Sem perder tempo, Jace entra em ação e chega a conclusão de que as memórias de Clary são a chave para encontrar Jocelyn e o Cálice Mortal. Infelizmente, as memórias de Clary foram eliminadas deixando-a sem qualquer lembrança dessa outra vida que poderia ajudá-la e a equipe. Com apenas uma outra opção restante, Jace, Isabelle e um muito relutante Alec levam Clary à Cidade dos Ossos para encontrar os poderosos Irmãos do Silêncio. Enquanto isso, Luke continua sua busca por Clary, e Simon tenta se acertar com a nova vida de sua melhor amiga. |                                                                      |                     |                            |                                                 |              |                       |
| 3 | " Dead Man's Party" " Festa do cara morto"                           | Andy Wolk           | Marjorie David             | 26 de Janeiro de 2016 27 de Janeiro de 2016     | 267074-3     | 0.98                  |
| Clary, Jace, Alec e Isabelle devem armar um plano de resgate que os levará até o coração de um covil de vampiros. Com Simon sendo mantido em cativeiro no Hotel DuMort, Clary implora a Jace, Alec e Isabelle para a ajudar resgatar seu melhor amigo. Enquanto a equipe se prepara para a missão, Jace ajuda Clary a aprender mais sobre seus poderes de Caçadora de Sombras, Isabelle procura pelo seu alguém favorito das fadas para informações e Alec começa a questionar os motivos de Jace e seu lugar em sua parceria. Enquanto isso, um Simon com muito medo fica muito próximo e pessoal de Camille, a líder do clã de vampiros. |                                                                      |                     |                            |                                                 |              |                       |
| 4 | " Raising Hell" " Mandando Tudo para o Inferno"                      | Tawnia McKiernan    | Michael Reisz              | 2 de Fevereiro de 2016 3 de Fevereiro de 2016   | 267074-4     | 0.96                  |
| Os Caçadores de Sombras terão que confiar em um ser do Submundo para acessar as memórias de Clary. Depois de conseguirem uma pista sobre o que pode ter limpado as memórias de Clary, a equipe persegue o alto feiticeiro do Brooklyn, Magnus Bane. Com todos os feiticeiros se escondendo de Valentim, a equipe deve atrair Magnus com algo que não pode recusar – uma festa de matar e algo muito valioso. Mas com os sentimentos fora de controle, mais pode sair de seu encontro com Magnus do que apenas recuperar as memórias de Clary. Enquanto isso, Simon não parece ser ele mesmo depois de seu recente encontro com os seres do Submundo. |                                                                      |                     |                            |                                                 |              |                       |
| 5 | " Moo Shu to Go" " Moo Shu para Viagem"                              | Kelly Makin         | Angel Dean Lopez           | 9 de Fevereiro de 2016 10 de Fevereiro de 2016  | 267074-5     | 0.95                  |
| Alec se vê dividido entre o dever e lealdade à Jace. A tensão aumenta entre Alec e Clary enquanto eles não enxergam a melhor maneira de caçar Valentim. Mas quando Jace e Isabelle são enviados por Maryse Lightwood em uma missão de reconhecimento com as fadas, Alec é encarregado de manter Clary segura, para a grande decepção de ambos. Com sua mãe extremamente dura de volta a cidade e a tendência de Clary em quebrar regras, Alec se encontra lutando para seguir as regras Claves enquanto mantem sua promessa a Jace. Enquanto isso, a alcateia de lobisomens de Nova York começa sua busca por Clary e o Cálice Mortal. |                                                                      |                     |                            |                                                 |              |                       |
| 6 | " Of Men and Angels" " Homens e Anjos"                               | Oz Scott            | Y. Shireen Razack          | 16 de Fevereiro de 2016 17 de Fevereiro de 2016 | 267074-6     | 0.98                  |
| Com Luke necessitando de ajuda, Jace, Clary e Simon o levam para o esconderijo de Magnus na esperança de salvar sua vida. Uma vez no local, a história de como Valentim se tornou mau, e o passado de Jocelyn e Luke é revelado para Clary na esperança de atiçar sua memória sobre o que aconteceu com o Cálice Mortal. Magnus e Luke revelam o passado de Clary. Enquanto isso, Isabelle e Alec têm a missão de restaurar o nome de família aos olhos da Clave. |                                                                      |                     |                            |                                                 |              |                       |
| 7 | " Major Arcana" " Arcanjos Maiores"                                  | J. Miles Dale       | Peter Binswanger           | 23 de Fevereiro de 2016 24 de Fevereiro de 2016 | 267074-7     | 0.84                  |
| Com o conhecimento de onde se encontra o Cálice Mortal, Clary e seu time correm para recuperá-lo antes que alguém os derrote. Depois de juntar as peças das pistas de onde sua mãe escondeu o Cálice Mortal, Clary, Jace, Alec e Isabelle estão contra o tempo para encontrar seu esconderijo antes que outra pessoa encontre. Mas com demônios e seres do Submundo para todos os lados, obter o Cálice pode ser mais difícil do que se esperavam. Enquanto isso, conforme os sintomas de Simon pioram, ele teme que esteja se transformando em um vampiro. |                                                                      |                     |                            |                                                 |              |                       |
| 8 | " Bad Blood" " Rancor"                                               | Jeremiah S. Chechik | Allison Rymer              | 1 de Março de 2016 2 de Março de 2016           | 267074-8     | 0.87                  |
| Pela boca de Alec, as “atividades” de Jace e de Isabelle com Clary chegam aos ouvidos da Clave, e uma escolta é enviada para observar os Lightwoods que administram o Instituto de New York. Uma vez que o representante da Clave chega, é muito claro o quão metidos em problemas os Lightwoods estão. Enquanto isso, Clary se depara com uma decisão devastadora. |                                                                      |                     |                            |                                                 |              |                       |
| 9 | " Rise Up" " Insurreição"                                            | J. Miller Tobinn    | Hollie Overton             | 8 de Março de 2016 9 de Março de 2016           | 267074-9     | 0.95                  |
| Com o Instituto em alerta máximo, Jace, Clary e Isabelle são forçados a tomarem medidas drásticas. Depois do ataque, o Instituto e a Clave estão em alerta máximo e sem levar prisioneiros para ter respostas. Quando Lydia toma uma decisão dura envolvendo os Seelis, Jace, Clary e Isabelle temem que esta decisão pode ser desastrosa e o caminho errado para derrotar Valentine. Sem outra escolha, o trio toma medidas drásticas para parar o que está prestes a acontecer. Enquanto isso, Simon se esforça para lidar com sua nova situação, e Alec esta emocionalmente dividido com o que está acontecendo no Instituto. |                                                                      |                     |                            |                                                 |              |                       |
| 10 | "This World Inverted" " O Mundo Invertido"                           | J. Miles Dale       | Y. Shireen Razack          | 15 de Março de 2016 16 de Março de 2016         | 267074-10    | 0.78                  |
| Clary se vê em uma estranha realidade. Clary e Jace recebem uma dica de Meliorn que eles podem encontrar Valentine localizando um portal em uma outra dimensão, mas apenas Clary pode se aventurar neste novo mundo. O que Clary encontra neste universo alternativo é como seria a vida se não existisse mais a ameaça de demônios e Caçadores de Sombras não fossem mais necessários. Enquanto ela percebe que esta dimensão é a vida que sempre sonhou, Clary deve agir rápido ou ela vai se perder no mundo alternativo para sempre. Enquanto isso, Alec e Isabelle deve enfrentar as consequências dos seres do Submundo. |                                                                      |                     |                            |                                                 |              |                       |
| 11 | " Blood Calls to Blood" " Sangue chama por Sangue"                   | Mairzee Almas       | Marjorie David             | 22 de Março de 2016 23 de Março de 2016         | 267074-11    | 0.78                  |
| Com a ajuda de um novo aliado, Clary e Jace tentam resgatar Jocelyn. Depois de receber uma informação importante sobre Valentine de um surpreendente aliado, Clary, Jace e Luke elaboraram um plano para resgatar Jocelyn. Com a missão parecendo quase impossível, nada parará os três de resgatar a mãe de Clary e parar Valentine de uma vez por todas. Enquanto isso, a Inquisidora Herondale chega no Instituto para o julgamento de Isabelle, enquanto Alec procura Magnus por ajuda. |                                                                      |                     |                            |                                                 |              |                       |
| 12 | " Malec" " Magnus & Alec"                                            | James Marshall      | Michael Reisz              | 29 de Março de 2016 30 de Março de 2016         | 267074-12    | 0.82                  |
| O Instituto está a todo vapor enquanto todos estão se preparando para o casamento de Alec e Lydia. Lydia está dando os toques finais em seu vestido de casamento, a decoração do casamento está feita e Isabelle está tentando descobrir um jeito de dar uma festa despedida de solteiro mundana tradicional para seu irmão, mesmo ele gostando ou não. Durante o que deveria ser um momento de grande celebração para muitos, está longe disso quando eles questionam seus relacionamentos. Alec está lutando entre dois lados: o seu casamento é um dos maiores dias de sua vida e seu parabatai deveria estar ao seu lado, mas ele e Jace ainda estão brigados. Alec também continua lutando com seus sentimentos por Magnus, especialmente quando Magnus não irá desistir de Alec. E enquanto o Instituto está cheia de romance, Clary está desesperada para resolver as coisas com Jace, mas ele está mantendo ela distante. Por fim, Jace, Clary e Magnus estão à procura de feiticeiro Ragnor Fell para tentar encontrar o antídoto para despertar Jocelyn. |                                                                      |                     |                            |                                                 |              |                       |
| 13 | " Morning Star" " Estrela da Manhã"                                  | J. Miles Dale       | Peter Binswanger           | 5 de Abril de 2016 6 de Abril de 2016           | 267074-13    | 0.76                  |
| Jace, que ainda está se recuperando de tudo que aconteceu, faz de caçar Valentine sua prioridade, embora ele continue lutando contra seus sentimentos conflitantes. Na esperança de encontrar uma maneira de parar Valentine antes que seja tarde demais, Clary e Simon deve encontrar uma solução para acordar Jocelyn do coma. Mas a solução para desfazer o feitiço de Jocelyn pode anular o tratado de paz com os seres do submundo, a relação de Simon com Raphael e o clã de vampiros no processo. Enquanto isso, Alec tem que lidar com as consequências de sua decisão e o que sua escolha significa para o seu futuro. |                                                                      |                     |                            |                                                 |              |                       |

### Temporada 2 (2017)
| No. | Título                                                          | Diretor(s)                 | Escritor(s)                   | Exibição original                               | Código Prod. | Audência (em milhões) |
| --- | --------------------------------------------------------------- | -------------------------- | ----------------------------- | ----------------------------------------------- | ------------ | --------------------- |
| 1 | " This Guilty Blood" " Culpa Nas Veias"                         | Matt Hastings              | Michael Reisz                 | 2 de janeiro de 2017 3 de janeiro de 2017       | 267314-14    | 1.19                  |
| Apenas horas se passaram desde que Jace partiu com Valentim e toda confusão começou no Instituto. Alec, Isabelle e Clary estão desesperados para encontrar Jace, mas são rapidamente parados em suas buscas com a chegada de Victor Aldertree, que significa seriedade sobre colocar o instituto novamente nos trilhos. Mas fazer os caçadores de sombras de Nova York obedecerem a Clave pode ser fora do senso comum para o plano de Alec, Isabelle e Clary para resgatarem Jace. Enquanto isso, Jocelyn tem muito que se atualizar agora que está acordada. |                                                                 |                            |                               |                                                 |              |                       |
| 2 | " A Door Into the Dark" " Uma Porta na Escuridão"               | Andy Wolk                  | Y. Shireen Razack             | 9 de janeiro de 2017 10 de janeiro de 2017      | 267314-15    | 0.75                  |
| A caça por Jace Wayland continua e Alec e Isabelle esperam alcançá-lo antes que o resto dos Caçadores de Sombras o façam. Com ordens da Clave de “atirar pra matar”, os irmãos Lightwood precisam agir rapidamente. Também em sua própria busca, Simon se encontra em desacordo tanto com Raphael quanto com Aldertree, então procura ajuda em Magnus. Enquanto isso, Clary se esforça para encontrar onde ela pertence, uma vez que não parece se encaixar no mundo dos Caçadores de Sombras, mas não pode voltar para sua vida mundana. |                                                                 |                            |                               |                                                 |              |                       |
| 3 | " Parabatai Lost" " Adeus Ligação Parabatai"                    | Gregory Smith              | Peter Binswanger              | 16 de janeiro de 2017 17 de janeiro de 2017     | 267314-16    | 0.81                  |
| Já separado do Instituto e de seus amigos, Jace se encontra em uma situação pior quando ele se torna o alvo de uma alcateia de lobos de New York que acreditam que Jace é um assassino. E não se esqueçam de Aldertree e os Caçadores de Sombras que continuam a sua própria caça por Jace! Com Jace se tornando o homem mais procurado em Nova York, seus amigos podem chegar ate ele antes de todos os outros? |                                                                 |                            |                               |                                                 |              |                       |
| 4 | " Day of Wrath" " Dia de Fúria"                                 | Joe Lazarov                | Jamie Gorenberg               | 23 de janeiro de 2017 24 de janeiro de 2017     | 267314-17    | 0.64                  |
| Clary continua lutando contra a nova ordem dos Caçadores de Sombras enquanto Jace está sendo mantido preso na Cidade dos Ossos com um destino desconhecido e todas as suspeitas no mundo dos caçadores de sombras continuam a cair sobre a filha de Valentine. Quando o dever chama, Clary recebe um pouco de folga do drama familiar enquanto ajuda Alec e Isabelle a perseguirem um demônio poderoso. Mas o que começa como uma missão de rotina rapidamente coloca o Instituto em alerta máximo e o que acontece em seguida mudará tudo para os caçadores de sombras e seus amigos seres do submundo. Enquanto isso, Jocelyn tem uma proposta para Clary enquanto Raphael e Simon aumentam sua caça por Camille.                                                                                      |                                                                 |                            |                               |                                                 |              |                       |
| 5 | " Dust and Shadows" " Pó e Sombras"                             | Salli Richardson-Whitfield | Zac Hug                       | 30 de janeiro de 2017 31 de janeiro de 2017     | 267314-18    | 0.58                  |
| Clary toma atitudes desesperadas após o ataque ao Instituto. Após o recente ataque ao Instituto, os caçadores de sombras foram deixados devastados e feridos. Tentando se reagrupar, cada um dos caçadores de sombras lida com a situação à sua maneira. Enquanto isso, Simon se muda para casa, mas descobre que não é tão fácil continuar sua nova vida com sua família ao redor. |                                                                 |                            |                               |                                                 |              |                       |
| 6 | " Iron Sisters" " As Irmãs de Ferro"                            | Mike Rohl                  | Allison Rymer                 | 6 de fevereiro de 2017 7 de fevereiro de 2017   | 267314-19    | 0.65                  |
| Para ajudar a obter respostas para o que Valentim pode estar planejando, Isabelle e Clary são enviadas em uma missão para visitar as Irmãs de Ferro. Uma vez lá, mais verdades podem ser reveladas do que Izzy e Clary planejaram. Em uma missão própria, Simon e Maia estão determinados a encontrar Luke, que ainda está desaparecido após o ataque do demônio no Instituto. Enquanto isso, Magnus e Alec finalmente saem em seu primeiro encontro. |                                                                 |                            |                               |                                                 |              |                       |
| 7 | " How Are Thou Fallen" " Como Você Sucumbiu"                    | Ben Bray                   | Hollie Overton                | 13 de fevereiro de 2017 14 de fereveiro de 2017 | 267314-20    | 0.55                  |
| A irmã de Luke aparece no Jade Wolf se declarando inocente do recente ataque. Mas com Luke não confiando em uma palavra que Cleo diz, ele se vê em desacordo com Clary que vê uma oportunidade para chegar até Valentim. Mas até onde vai Clary para provar que ela está certa sobre Cleo? Enquanto isso, Simon recebe conselhos amoroso de uma fonte surpreendente enquanto Isabelle segue um caminho perigoso. |                                                                 |                            |                               |                                                 |              |                       |
| 8 | " Love is a Devil" " O Amor é Um Demônio"                       | Catriona McKenzie          | Y. Shireen Razack             | 20 de fevereiro de 2017 21 de fevereiro de 2017 | 267314-21    | 0.67                  |
| Com a tarefa de organizar a Cerimônia de Runa de seu irmão Max, Alec decide que esta seria a oportunidade perfeita para sua família conhecer Magnus. Mas com tensões entre todos os caçadores de sombras, o grande evento de Max rapidamente se torna uma noite em que todos devem enfrentar seus maiores medos. Enquanto isso, Simon faz um movimento ousado enquanto Isabelle encontra um inesperado aliado. |                                                                 |                            |                               |                                                 |              |                       |
| 9 | " Bound by Blood" " Laços de Sangue"                            | Matt Hastings              | Peter Binswanger              | 27 de fevereiro de 2017 28 de fevereiro de 2017 | 267314-22    | 0.52                  |
| Clary é impedida de lutar pelo juramento de sangue de Iris enquanto o submundo começa a ruir. Com todos falando que Clary é uma peça chave do plano de Valentim, os seres do submundo estão discordando sobre como lidar com o problema. Mas quando Iria ativa o juramento de sangue dela, Clary tem mais para se preocupar do que se esconder de Valentim e dos seres do submundo. Enquanto isso, Isabelle e Raphael se tornam mais próximos ainda e Alec tenta entender o que está acontecendo com sua irmã. |                                                                 |                            |                               |                                                 |              |                       |
| 10 | " By the Light of Dawn" " A Luz do Amanhecer"                   | Joshua Butler              | Darren Swimmer & Todd Slavkin | 6 de março de 2017 7 de março de 2017           | 267314-23    | 0.64                  |
| O Instituto de New York está sob ataque enquanto o plano de Valentim para a Espada da Alma está ficando perigosamente perto de dar certo. Os caçadores de sombras devem agir rapidamente para salvar seus entes queridos e o resto do submundo. Enquanto isso, alguns dos seres do submundo têm seu próprio plano para parar Valentim e seu alvo é Clary. |                                                                 |                            |                               |                                                 |              |                       |
| 11 | " Mea Maxima Culpa" " Minha Máxima Culpa"                       | Matt Hastings              | Michael Reisz                 | 5 de junho de 2017 06 de Junho de 2017          | 267314-24    | 0.71                  |
| Na estreia da 2ª parte da 2ª temporada de “Shadowhunters“, caçadores de sombras e seres do submundo estão tentando juntar o que sobrou após o ataque de Valentim ao Instituto. Os números de seres do submundo caíram e os diferentes packs e clãs debatem sobre o que eles devem fazer para sobreviver. Com Valentim sob custódia, o Instituto está em alerta máximo, mas Jace carrega o fardo mais pesado de todos por ser sua culpa fazer a Espada da Alma funcionar e o segredo que ele está mantendo de Clary. Mas Jace e os caçadores de sombras não têm muito tempo para lamentar já como um demônio maior está solto em Manhattan. Enquanto isso, Izzy luta pelo caminho da recuperação quando ela encontra Sebastian, um estranho misterioso, e Simon tenta entender seu novo status de Diurno. |                                                                 |                            |                               |                                                 |              |                       |
| 12 | " You Are Not Your Own" " Você Não Pertence a Si Mesmo"         | Bille Woodruff             | Jamie Gorenberg               | 12 de Junho de 2017 13 de Junho de 2017         | 267314-25    | 0.55                  |
| Jace lida com uma nova identidade. Os Caçadores de sombras enfrentam uma possível revolta do submundo, enquanto o demônio maior Azazel continua em liberdade. |                                                                 |                            |                               |                                                 |              |                       |
| 13 | " Those of Demon Blood" " Sangue de Demônio"                    | Michael Goi                | Não divulgado                 | 19 de Junho de 2017 20 de Junho de 2017         | 267314-26    | 0.59                  |
| Depois que vários caçadores de sombras são mortos, o Instituto toma métodos controversos para evitar uma revolta dos seres do submundo. |                                                                 |                            |                               |                                                 |              |                       |
| 14 | " The Fair Folk" " Alianças Improváveis"                        | Chris Grismer              | Taylor Mallory                | 26 de Junho de 2017 27 de Junho de 2017         | 267314-27    | 0.66                  |
| Clary e Jace são convocados a Corte Seelie e vão até lá, juntamente com Simon, afim de interrogar a Rainha das Fadas. Enquanto isso, Alec tenta estabelecer um acordo de paz com os submundanos e Luke recebe ligações de alguém desconhecido. |                                                                 |                            |                               |                                                 |              |                       |
| 15 | " A Problem of Memory" " Problema de Memória"                   | Peter DeLuise              | Allison Rymer                 | 10 de Julho de 2017 11 de Julho de 2017         | 267314-28    | 0.46                  |
| Simon procura por uma distração pela noite com alguns de seus novos amigos vampiros. A noite começa a se transformar em ainda mais obscura quando Simon acorda na manhã seguinte sem nenhuma memória do que aconteceu na noite anterior e com um corpo morto ao lado tendo agora que responder por isso. Enquanto isso, Alec ordena que Valentine seja transferido pra Idris para ajudar a reparar as relações com os submundanos. |                                                                 |                            |                               |                                                 |              |                       |
| 16 | " Day of Atonement" " Dia do Perdão"                            | Paul Wesley                | Peter Binswanger              | 17 de Julho de 2017 18 de Julho de 2017         | 267314-29    | 0.59                  |
| Com tudo o que Simon tem passado pelo último ano, um jantar em família para o Yom Kippur – o Dia do perdão judaico – parece um verdadeiro desafio. Como ele pode se assumir para sua família ser um vampiro e particularmente sobre o que aconteceu? E se ele se estressar e não puder controlar seus impulsos de vampiro? Tentando cuidar de si mesmo, Maia insiste em ajudá-lo, quer ele gosta ou não. Enquanto isso, Clary e Jace vão em uma missão não autorizada e testam seus novos poderes com as runas. |                                                                 |                            |                               |                                                 |              |                       |
| 17 | " A Dark Reflection" " Reflexo Sombrio"                         | Jeffrey Hunt               | Hollie Overton                | 24 de Julho de 2017 25 de Julho de 2017         | 267314-30    | 0.60                  |
| Com dois dos três Instrumentos Mortais desaparecidos, todos estão à procura do último – O espelho Mortal. Jace e Clary estão na caçada para recuperá-lo antes que caia em mãos inimigas. Mas, ao longo do caminho, Clary percebe que seu irmão Jonathan pode estar mais perto do que pensava. Enquanto isso, Isabelle tem dificuldades em aceitar o fato de que seu irmão Max está crescendo, e Maia se esforça para abaixar a guarda com Simon. |                                                                 |                            |                               |                                                 |              |                       |
| 18 | " Awake, Arise, or Be Forever Fallen" " Desperte ou Desapareça" | Amanda Row                 | Jamie Gorenberg               | 31 de Julho de 2017 1 de Agosto de 2017         | 267314-31    | 0.63                  |
| Depois de um ataque devastador ao Instituto, todos estão em alerta máximo quando os Caçadores de Sombras se focam em sua caçada por Jonathan. Enquanto isso, Simon e Maia ajudam um novo ser do submundo enquanto a Rainha Seelie exige uma resposta de Magnus e Luke. |                                                                 |                            |                               |                                                 |              |                       |
| 19 | " Hail and Farewell" " Saudações e Adeus"                       | Matt Hastings              | Bryan Q Miller                | 7 de Agosto de 2017 8 de Agosto de 2017         | 267314-32    | 0.60                  |
| Depois de séculos de serem enganados e mal tratados pela Clave, os seres do submundo decidem se unir e resolver o assunto com suas próprias mãos enquanto a caça a Valentim e Sebastian se intensifica. Mas o que começa como uma forma de preservar sua própria raça, a escolha dos seres do submundo de romper com os caçadores de sombras pode rapidamente escalar para a guerra. |                                                                 |                            |                               |                                                 |              |                       |
| 20 | " Beside Still Water" " Águas Calmas"                           | Matt Hastings              | Todd Slavkin e Darren Swimmer | 14 de Agosto de 2017 15 de Agosto de 2017       | 267314-33    | TBA                   |
| Jace e Clary se apressam para criar uma ultima resistência, mas quando um traidor é revelado, Jace e Clary podem ter uma briga maior em suas mãos do que esperavam. Enquanto isso, Alec e Izzy tem que lugar uma grande multidão de demônios que apareceram do nada, enquanto Luke e Simon vão até a Corte Seelie para lidar com alguns assuntos não acabados com a Rainha Seelie. |                                                                 |                            |                               |                                                 |              |                       |